# Joanna Newsom
Joanna Caroline Newsom (sinh ngày 18 tháng 01 năm 1982) là nữ nhạc sĩ, nghệ sĩ dương cầm và hạc cầm, ca sĩ kiêm soạn nhạc và diễn viên người Mỹ. Được sinh ra ở Thành phố Nevada, California cô được tiếp xúc với âm nhạc từ sớm cùng sự dẫn dắt của cha mẹ. Sau khi tốt nghiệp trung học, cô theo học tại trường Mills College ở Oakland, California và chơi keyboards cùng The Pleased. Năm 2002 và 2003, Newsom thu âm 2 EP tại nhà và không được dự định phát hành công khai, Walnut Whales and Yarn and Glue. Cả hai EP sau đó được Noah Georgeson sản xuất và được cô bán tại những đêm diễn đầu tiên của mình. Một người bạn của Newsom đưa những chiếc CD này đến cho Will Oldham, khiến ông bị thuyết phục và mời cô lưu diễn cùng ông, đồng thời giúp cô ký kết hợp đồng cùng hãng thu âm Drag City và cho phát hành album đầu tay The Milk-Eyed Mender (2004), một trong những đĩa nhạc được khen ngợi nhất của năm.
Album phòng thu thứ hai, Ys (2006) có phần cải biên lấy cảm hứng từ album Stormcock (1971) của Roy Harper, tiếp tục được các nhà phê bình khen ngợi và được nhận diện là một trong những album xuất sắc nhất thập niên 2000 bởi nhiều trang thông tin đại chúng. Đây cũng là album đầu tiên được xếp hạng tại Hoa Kỳ của cô, đến nay đã vượt ngưỡng 200.000 bản và đồng thời được đề cử Giải thưởng âm nhạc Shortlist. Have One on Me (2010) là album đầu tiên kể từ The Milk-Eyed Mender có bài hát chơi bằng dương cầm thay vì đàn hạc. Trong quá trình thu âm, giọng của Newsom gặp vấn đề do thể trạng yếu nên buộc phải chuyển đổi phong cách chơi đàn hạc. Album tiếp tục mang về sự tán thưởng từ các nhà phê bình và được so sánh một cách tích cực trước Judee Sill, Joni Mitchell, Laura Nyro, Rickie Lee Jones và Kate Bush. Sau khi phát hành đĩa đơn "What We Have Known" và góp giọng trong "The Muppet Show Theme" xuất hiện trong bộ phim nhạc kịch The Muppets vào năm 2011, cô cho phát hành album phòng thu thứ 4 Divers (2015).
Các sáng tác của Newsom thường kết hợp giữa các yếu tố nhạc Appalachian và avant-garde hiện đại. Các tác phẩm ban đầu của Newsom chịu ảnh hưởng lớn bởi kỹ thuật Polyrhythm, nhưng sau khi Ys được phát hành, Newsom khẳng định kỹ thuật này "không còn thú vị với tôi nữa". Newsom sau đó thường được giới truyền thông nhìn nhận là một trong những thành viên xuất chúng của phong trào psych folk hiện đại, mặc cho cô khẳng định mình không liên quan đến bất cứ thể loại âm nhạc đặc biệt nào. Cô mô tả chất giọng của mình với các sắc thái của folk và Appalachian. Vào mùa xuân năm 2009, Newsom gặp vấn đề về dây thanh âm và không thể nói hay hát trong 2 tháng, làm ảnh hưởng đến giọng hát của cô.
Ngoài sự nghiệp ca hát, cô từng xuất hiện trên sóng truyền hình trong chương trình Austin City Limits và Portlandia. Năm 2014, cô xuất hiện trong bộ phim hài được khen ngợi của đạo diễn Paul Thomas Anderson, Inherent Vice. Sau 5 năm hẹn hò, Newsom đính hôn cùng nam diễn viên Andy Samberg vào năm 2013 và lấy nhau vào ngày 21 tháng 9 năm 2013 tại Big Sur, California.

## Danh sách đĩa nhạc
- The Milk-Eyed Mender (2004)
- Ys (2006)
- Have One on Me (2010)
- Divers (2015)